# Villagarzón
Villagarzón ist eine Gemeinde (municipio) im Departamento Putumayo im Süden Kolumbiens an der Grenze zu Ecuador.

## Geographie
Villagarzón liegt in der Subregion Medio Putumayo im Departamento de Putumayo auf einer Höhe von 426 Metern am Übergang der Anden in das Amazonasbecken und hat eine Jahresdurchschnittstemperatur von 24 °C. An die Gemeinde grenzen im Norden Santiago und Mocoa, im Westen Mocoa, im Süden Puerto Caicedo und Orito und im Westen Orito.

## Bevölkerung
Die Gemeinde Villagarzón hat 21.507 Einwohner, von denen 11.536 im städtischen Teil (cabecera municipal) der Gemeinde leben (Stand: 2019).

## Geschichte
In den 1930er Jahren bestand eine Siedlung unter dem Namen Urcusique, ein Corregimiento von Mocoa. 1942 beschlossen die Siedler den Umzug an die heutige Stelle des Ortes. Die Gründung als Villa Amazónica erfolgte offiziell 1946 durch Julio Garzón Moreno. Seit 1977 hat der Ort den Status einer Gemeinde. Der heutige Name verweist auf den Gründer, der auch der erste Bürgermeister der Gemeinde war.

## Wirtschaft
Die wichtigsten Wirtschaftszweige von Villagarzón sind Rinder- und Milchproduktion sowie Land- und Holzwirtschaft.

## Infrastruktur
Villagarzón verfügt über einen 1973 fertiggestellten Flugplatz (IATA-Code: VGZ).